# Ingoesjen
De Ingoesjen (Ingoesjetisch: гIалгIай, ghalghaï, uitspraak: [ˈʁəlʁɑj]) zijn een etnische groep in de Noordelijke Kaukasus. Ze bewonen hoofdzakelijk de Russische autonome republiek Ingoesjetië. Ze spreken het Ingoesjetisch, die sterk verwant is aan het Tsjetsjeens. In 2021 woonden er minstens 517,186 Ingoesjen in Rusland waarvan 473,440 in Ingoesjetië.

## Geschiedenis

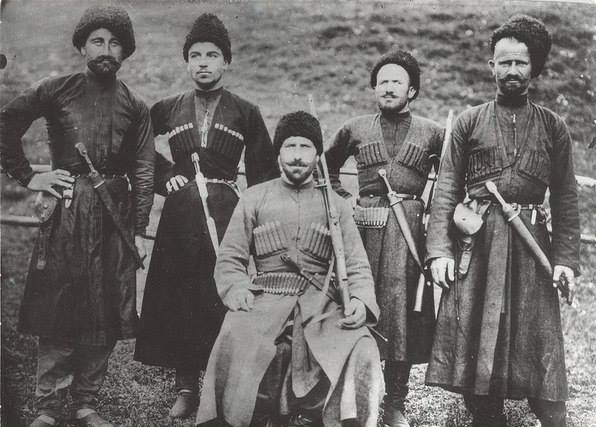
Ingoesjische hooglanders. Begin 20e eeuw.

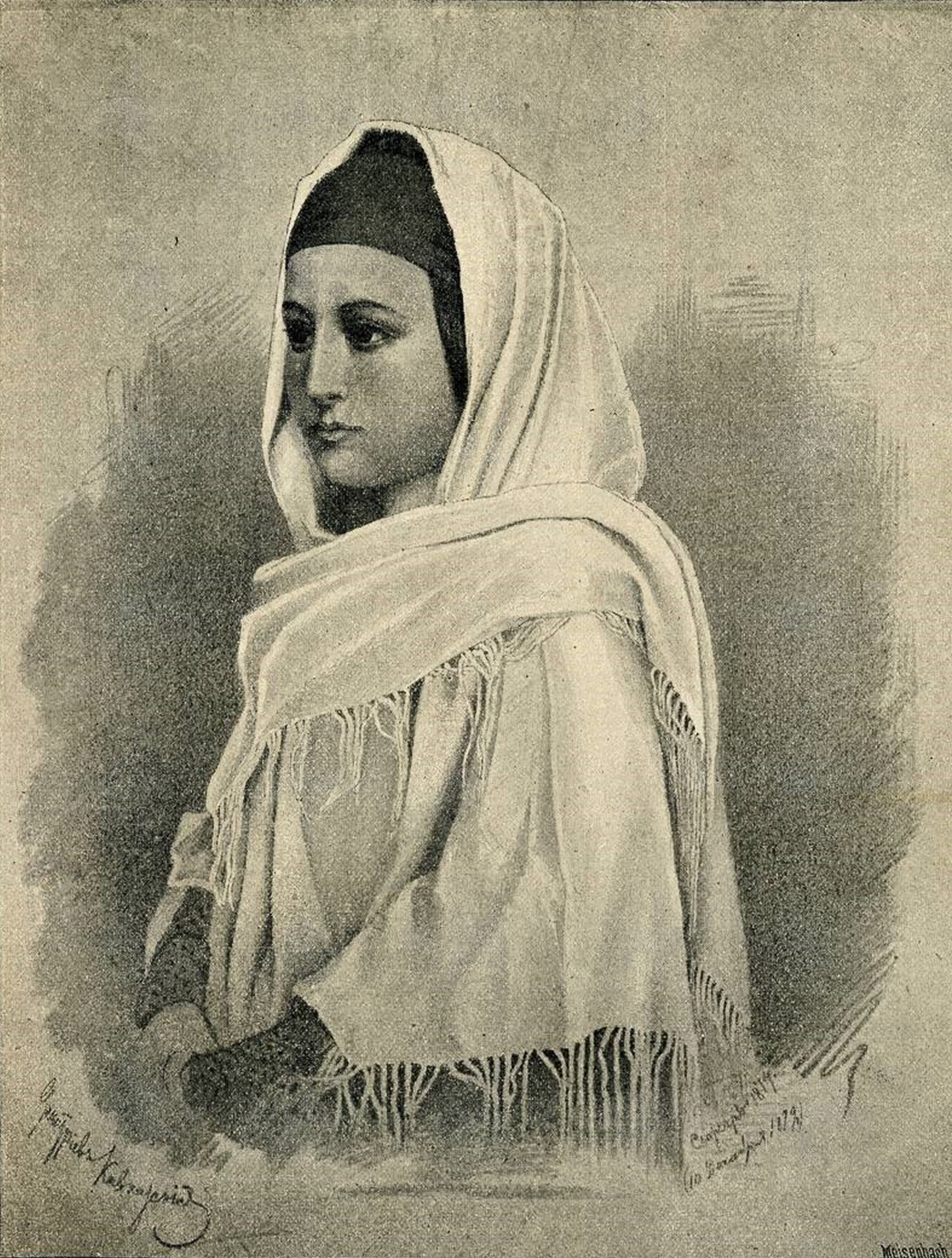
Ingoesjische vrouw. Einde 19e eeuw (1888).

De Ingoesjen worden beschouwd als een van de meest inheemse volkeren van de Noordelijke Kaukasus. Volgens Leonti Mroveli, de 11e-eeuwse Georgische chroniqueur, is Kavkas'os (Kaukas) de voorvader van de Ingoesjen. Georgische, Griekse en Duitse historici gebruikten ook de termen Kisten, Dzoerdzoeken of Ghlighvi, oudere etnoniemen, om te verwijzen naar de Ingoesjen. De oud-Griekse geograaf-historicus Strabo noemde hen Gargariërs, die volgens hem door anderen ook Gelae werden genoemd. De Amerikaanse cartograaf Joseph Hutchins Colton bestempelde het land van de Ingoesjen als Gelia.
Ze noemen zichzelf Ghalghai, wat vertaald kan worden als "mensen van torens". In de Middeleeuwen begon een periode van heropleving van de torencultuur van de Noordelijke Kaukasus, waarvan het fenomeen zich volgens geleerden vooral manifesteerde in de bergen van Ingoesjetië, dat door velen werd bestempeld als ‘het land van torens’.
De geschiedenis van de Ingoesjen is nauw verbonden met die van de verwante Tsjetsjenen. De voorouders van deze twee volken bestonden uit stammen die gezamenlijk bekend staan als de Vainachen.
Ze kwamen in 1810 gedeeltelijk onder Russische heerschappij. Gedurende de Tweede Wereldoorlog werden ze onterecht door Stalin beschuldigd van samenwerking met de nazi's en de gehele Ingoesjetische bevolking werd zodoende naar Kazachstan en Siberië gedeporteerd, met als gevolg dat twee derde van de Ingoesjen om het leven kwamen. Ze werden echter, na de dood van Stalin in de jaren vijftig gerehabiliteerd en het werd hun in 1957 toegestaan om terug te keren. In een groot deel van hun voormalige woongebied waren echter Osseten gaan wonen en een deel van dat gebied was ook bij Noord-Ossetië gevoegd. De terugkerende Ingoesjen kregen te maken met aanzienlijke vijandigheden van de Osseten. Het geweld laaide eind oktober 1992 op tijdens het Ossetisch-Ingoesjetisch conflict, toen tienduizenden Ingoesjen gedwongen werden door Russen om hun huizen in het huidige Noord-Ossetische district Prigorodni te verlaten.

## Religie
De oorspronkelijke religie van de Ingoesjen was tot het begin van de negentiende eeuw aanwezig, ook al waren er gedurende de middeleeuwen tijdelijk wel christelijke invloeden vanuit Georgië. Ingoesjen en de Tsjetsjenen zijn geleidelijk aan tussen de zeventiende en begin negentiende eeuw tot de islam bekeerd.
De Ingoesjen zijn soennieten, die voor een groot deel de Soefi-traditie volgen. Daarin volgen de Ingoesjen dan weer de ordes (tariqas) van Naqshbandiyya en Qadiriyya.

## Cultuur

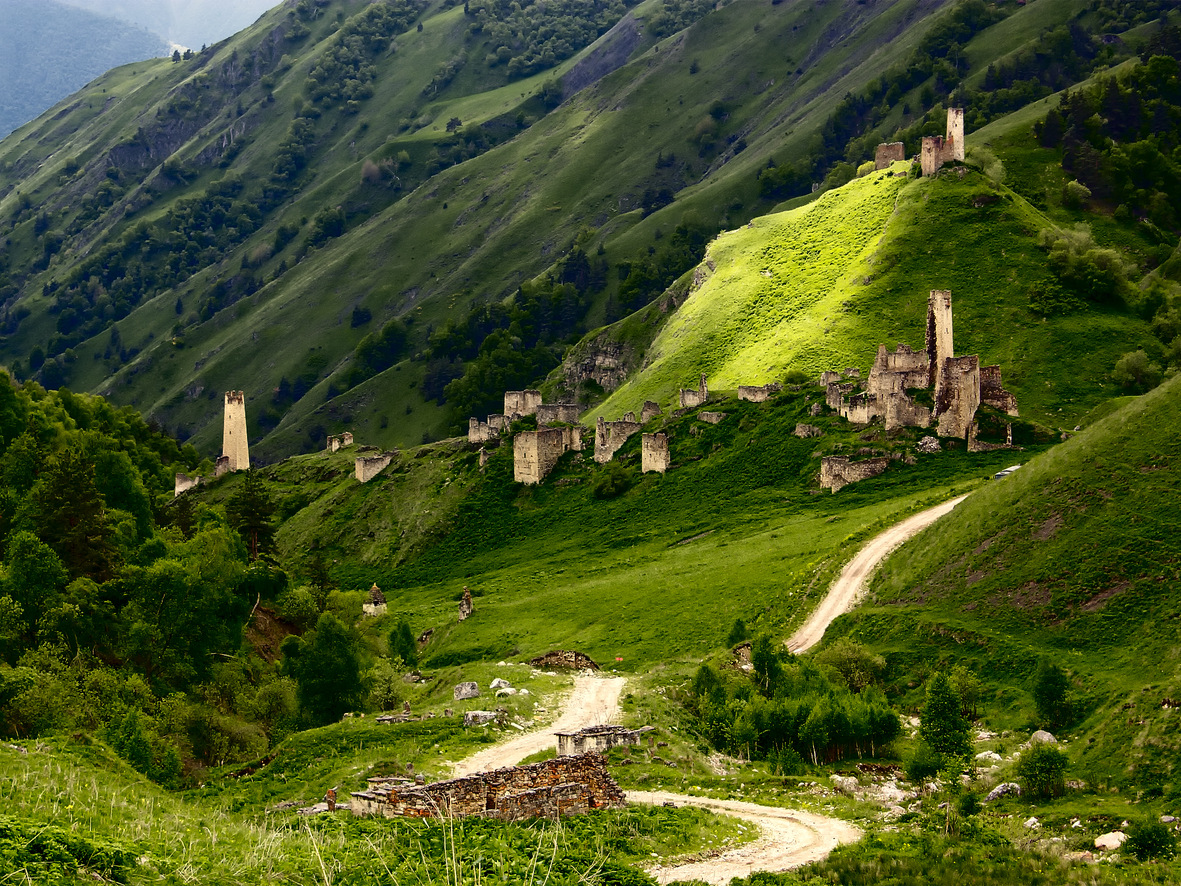
Aoel Tsori in Ingoesjetie

De Ingoesjen kennen een gevarieerde cultuur met tradities, legendes, eposen, verhalen, liederen, spreekwoorden en gezegdes. Muziek, liederen en dans worden vooral erg gewaardeerd. Populaire muziekinstrumenten betreffen onder de dachtsj-pandr (een soort van balalaika), de kechat pondoer (een accordeon, in het algemeen door meisjes bespeeld), een driesnarige viool, de zoema (soort van klarinet), de tamboerijn en drums.
De torencultuur van Ingoesjetië, een levendige erfenis van de oude materiële cultuur, is uniek zowel in de Kaukasus als over de hele wereld. De Ingoesjen zijn als etnische groep mentaal onlosmakelijk verbonden met hun torencultuur. De toeristische commissie van de regio kondigde in 2022 aan dat de Federale Dienst voor Intellectuele Eigendom van Rusland (Rospatent) de slogan "Ingoesjetië - Land van Torens" heeft gepatenteerd. Er wordt aangenomen dat de torencomplexen eeuwenlang onder de Ingoesjische bergbewoners een esthetisch gevoel van schoonheid ontwikkelden, een gevoel van zorg voor het huis als familietoevluchtsoord, wat een van de fundamenten is van de Ingoesj-erecode - Ezdel.